# Eduardo Carmona Ortega
Eduardo Cirilo Carmona Ortega CORC (* 18. März 1959 in Mexiko-Stadt) ist ein mexikanischer Ordensgeistlicher und römisch-katholischer Bischof von Córdoba.

## Leben
Eduardo Cirilo Carmona Ortega empfing am 20. August 1983 die Priesterweihe für das Bistum Tacámbaro und trat 1991 in die Ordensgemeinschaft Arbeiter des Königreichs Christi ein.
Papst Johannes Paul II. ernannte ihn am 8. November 2003 zum ersten Bischof des mit gleichem Datum errichteten Bistums Puerto Escondido. Die Bischofsweihe spendete ihm der Apostolische Nuntius in Mexiko, Erzbischof Giuseppe Bertello, am 7. Januar 2004; Mitkonsekratoren waren Héctor González Martínez, Erzbischof von Durango, und José Luis Chávez Botello, Erzbischof von Antequera, Oaxaca.
Am 27. Juni 2012 ernannte ihn Papst Benedikt XVI. zum Bischof von Parral. Die feierliche Amtseinführung (Inthronisation) fand am 25. Juli desselben Jahres statt.
Papst Franziskus ernannte ihn am 6. November 2019 zum Koadjutorbischof von Córdoba. Mit dem Rücktritt Eduardo Porfirio Patiño Leals am 4. Juli 2020 folgte er diesem als Bischof von Córdoba nach.